# Xenophon
Xenophon (/ˈzɛnəfən, -ˌfɒn/; Greek: Ξενοφῶν [ksenopʰɔ̂ːn], Xenophōn; khoảng 430 – 354 TCN), con của Gryllus, of the deme Erchia của Athens, cũng được gọi là Xenophon của Athens, là một nhà sử học, người lính, lính đánh thuê người Hy Lạp và là học trò của Socrates. Trong khi không được những người cùng thời coi là một nhà triết học, vị thế triết gia của ông vẫn là một đề tài gây tranh cãi. Ông được biết đến vì đã viết lịch sử của thời đại ông sống, những năm cuối thế kỷ thứ 5 và đầu thế kỷ thứ 4 TCN, đặc biệt những ghi chép của ông trong những năm cuối cùng của chiến tranh Peloponnesus. Tác phẩm Hellenica của ông đã kể lại lịch sử thời gian đó, được coi là sự kế thừa của tác phẩm History of the Peloponnesian War của Thucydides. Sự tham gia thời trẻ của ông trong chiến dịch thất bại Cyrus the Younger để chiếm ngôi vua Ba Tư đã tạo cảm hứng cho ông viết tác phẩm Anabasis nổi tiếng nhất của mình.

## Sách tham khảo và đọc thêm
- Bradley, Patrick J. "Irony and the Narrator in Xenophon's Anabasis", in Xenophon. Ed. Vivienne J. Gray. Oxford University Press, 2010 (ISBN 978-0-19-921618-5; ISBN 0-19-921618-5).
- Anderson, J.K. Xenophon. London: Duckworth, 2001 (paperback, ISBN 1-85399-619-X).
- Xénophon et Socrate: actes du colloque d'Aix-en-Provence (6–9 novembre 2003). Ed. par Narcy, Michel and Alonso Tordesillas. Paris: J. Vrin, 2008. 322 p. Bibliothèque d'histoire de la philosophie. Nouvelle série, ISBN 978-2-7116-1987-0.
- Dillery, John. Xenophon and the History of His Times. London; New York: Routledge, 1995 (hardcover, ISBN 0-415-09139-X).
- Evans, R.L.S.  "Xenophon" in The Dictionary of Literary Biography: Greek Writers.        Ed.Ward Briggs.  Vol. 176, 1997.
- Gray, V.J. "The Years 375 to 371 BC: A Case Study in the Reliability of Diodorus Siculus and Xenophon, The Classical Quarterly, Vol. 30, No. 2. (1980), pp. 306–326.
- Higgins, William Edward. Xenophon the Athenian: The Problem of the Individual and the Society of the "Polis". Albany: State University of New York Press, 1977 (hardcover, ISBN 0-87395-369-X).
- Hirsch, Steven W. The Friendship of the Barbarians: Xenophon and the Persian Empire. Hanover; London: University Press of New England, 1985 (hardcover, ISBN 0-87451-322-7).
- Hutchinson, Godfrey. Xenophon and the Art of Command. London: Greenhill Books, 2000 (hardcover, ISBN 1-85367-417-6).
- The Long March: Xenophon and the Ten Thousand, edited by Robin Lane Fox. New Heaven, Connecticut; London: Yale University Press, 2004 (hardcover, ISBN 0-300-10403-0).
- Kierkegaard, Søren A. The Concept of Irony with Continual Reference to Socrates. Princeton: Princeton University Press, 1992 (ISBN 978-069-102072-3)
- Moles, J.L. "Xenophon and Callicratidas", The Journal of Hellenic Studies, Vol. 114. (1994), pp. 70–84.
- Nadon, Christopher. Xenophon's Prince: Republic and Empire in the "Cyropaedia". Berkeley; Los Angeles; London: University of California Press, 2001 (hardcover, ISBN 0-520-22404-3).
- Nussbaum, G.B. The Ten Thousand: A Study in Social Organization and Action in Xenophon's "Anabasis". (Social and Economic Commentaries on Classical Texts; 4). Leiden: E.J. Brill, 1967.
- Phillips, A.A & Willcock M.M. Xenophon & Arrian On Hunting With Hounds, contains Cynegeticus original texts, translations & commentary. Warminster: Aris & Phillips Ltd., 1999 (paperback ISBN 0-85668-706-5).
- Rahn, Peter J. "Xenophon's Developing Historiography", Transactions and Proceedings of the American Philological Association, Vol. 102. (1971), pp. 497–508.
- Rood, Tim. The Sea! The Sea!: The Shout of the Ten Thousand in the Modern Imagination. London: Duckworth Publishing, 2004 (paperback, ISBN 0-7156-3308-2); Woodstock, New York; New York: The Overlook Press, (hardcover, ISBN 1-58567-664-0); 2006 (paperback, ISBN 1-58567-824-4).
- Strauss, Leo. Xenophon's Socrates. Ithaca, New York; London: Cornell University Press, 1972 (hardcover, ISBN 0-8014-0712-5); South Bend, Indiana: St. Augustines Press, 2004 (paperback, ISBN 1-58731-966-7).
- Stronk, J.P. The Ten Thousand in Thrace: An Archaeological and Historical Commentary on Xenophon's Anabasis, Books VI, iii–vi – VIII (Amsterdam Classical Monographs; 2). Amsterdam: J.C. Gieben, 1995 (hardcover, ISBN 90-5063-396-X).
- Usher, S. "Xenophon, Critias and Theramenes", The Journal of Hellenic Studies, Vol. 88. (1968), pp. 128–135.
- Waterfield, Robin. Xenophon's Retreat: Greece, Persia and the End of the Golden Age. Cambridge, Massachusetts: The Belknap Press of Harvard University Press, 2006 (hardcover, ISBN 0-674-02356-0); London: Faber and Faber, 2006 (hardcover, ISBN 978-0-571-22383-1).
- Xenophon, Cyropaedia, translated by Walter Miller. Harvard University Press, 1914, ISBN 978-0-674-99057-9, ISBN 0-674-99057-9 (Books 1–5) and ISBN 978-0-674-99058-6, ISBN 0-674-99058-7 (Books 5–8).